# Schadenfreude

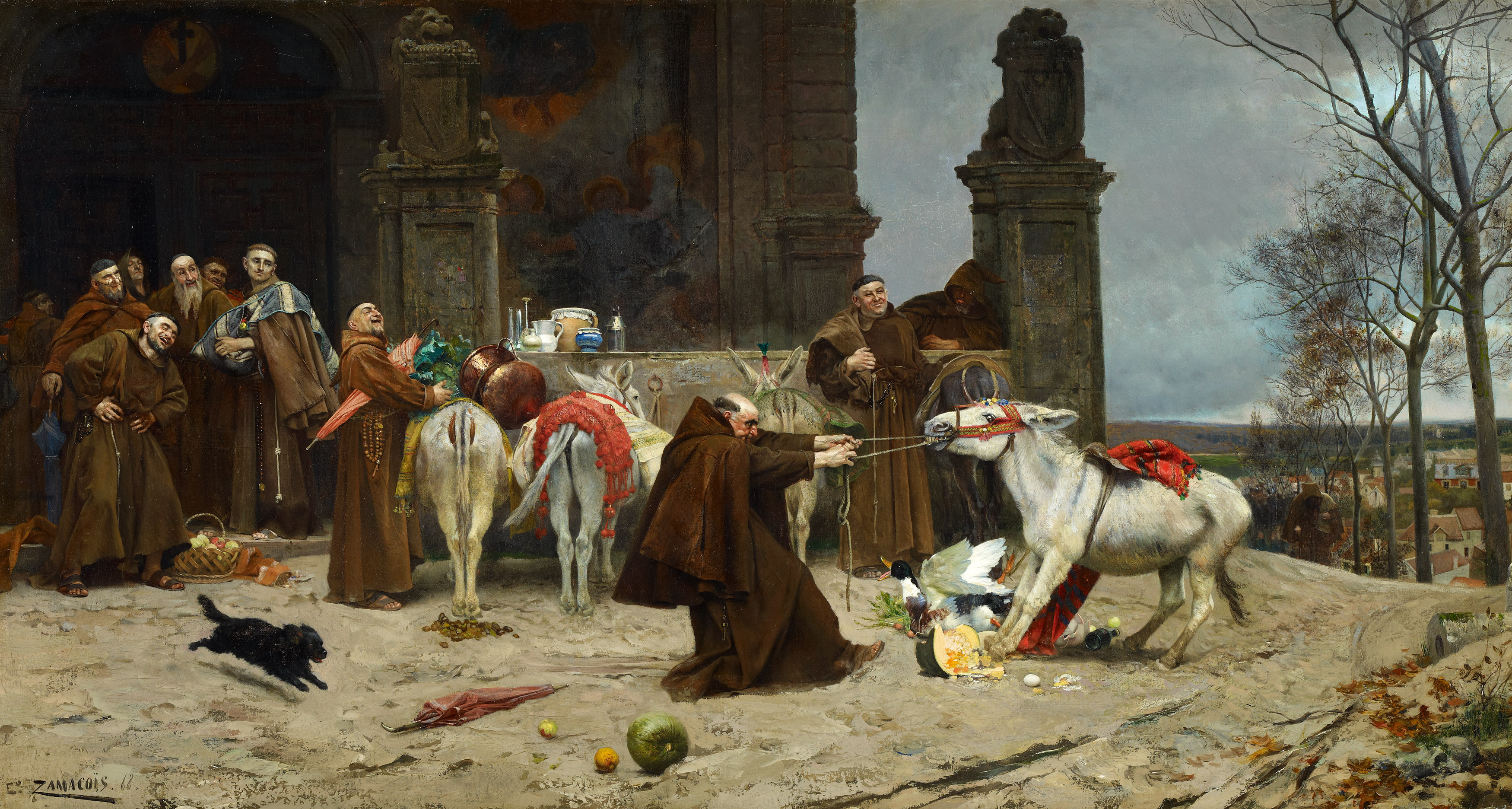
Des Esels Zähmung, Gemälde von Eduardo Zamacois y Zabala aus dem Jahre 1868: Mönche lachen darüber, wie einer ihrer Mitbrüder versucht, einen Esel zu bändigen

Als Schadenfreude (selten auch Schadensfreude) wird die Freude über das Missgeschick oder Unglück anderer bezeichnet. Sie kann versteckt als heimliche Schadenfreude empfunden werden oder sich als offene Schadenfreude (Hohn, Spott, Ironie, Häme, Sarkasmus) zeigen.
Schadenfreude spielt eine dominante Rolle beim Erhalt von Gerechtigkeit und der Bestrafung von Normverstößen in menschlichen Gesellschaften. In vielen Religionen und Wertesystemen wird sie jedoch geächtet und ist daher oftmals von Schuldgefühlen begleitet.
Dabei ist Schadenfreude – ebenso wie Mitleid – ein passives, indirekt ausgelebtes Gefühl, weil die Person, die sie empfindet nichts mit dem Zustandekommen der Situation, durch die die Schadenfreude ausgelöst wird, zu tun hat.
Das Wort „Schadenfreude“ existiert als deutsches Lehnwort im Englischen, Französischen, Italienischen, Spanischen, Portugiesischen und Polnischen.

## Wissenschaftliche Erkenntnisse zur Schadenfreude
Die Neigung, sich mit anderen zu vergleichen, beeinflusst menschliche Emotionen, wobei jedoch wenig darüber bekannt ist, wann und wie negative Emotionen wie Neid oder Schadenfreude entstehen.
Es werden geschlechterspezifische Unterschiede in Entstehung und Motivation von Schadenfreude angenommen.

### Was wir über Schadenfreude wissen
Wenn eine andere Person zu Schaden kommt, reagieren auch Kinder bereits mit Schadenfreude. Dabei ist ein einfaches Unglück, wie das Ausrutschen und Hinfallen bei einer typischen Slapstick-Einlage (wie bei Laurel und Hardy), jedoch nicht ausreichend. Der Mechanismus, der hinter echter Schadenfreude steckt, ist deutlich komplexer und wird seit den 1990er-Jahren verstärkt von Psychologen und Philosophen untersucht. Unter anderem kam dabei heraus, dass Schadenfreude dann entsteht, wenn man eine unerfreuliche Situation rein subjektiv als verdient betrachtet und sich dadurch gut fühlt. Denn Menschen neigen dazu, sich zu vergleichen, und es schmeichelt ihrem Ego, wenn sie besser dastehen als andere.
Erst in jüngerer Zeit fanden Sozialpsychologen heraus, dass Schadenfreude zwar sehr menschlich ist, aber dennoch oftmals Schuldgefühle auslöst, da die Emotion negativ besetzt ist; möglicherweise zu Unrecht, denn als Gefühl hängt Schadenfreude nicht nur mit Neid, sondern auch mit unserem Sinn für Gerechtigkeit, unserer sozialen Identität und unserer Selbsteinschätzung zusammen.
Ein tieferes Verständnis für die Mechanismen, die hinter der Entstehung von Schadenfreude stehen, könnte für neue Erkenntnisse über Persönlichkeitsentwicklung und Persönlichkeitsstörungen sorgen. Bisher mangelt es jedoch unter anderem an einer allgemein gültigen, wissenschaftlichen Definition.
Für Schadenfreude lassen sich drei unterschiedliche Ausgangsemotionen benennen:
- Aggression
- Rivalität oder
- Gerechtigkeitssinn

Dabei enthalten jedoch alle drei Formen der Schadenfreude Elemente der Entmenschlichung sowie den temporären Verlust von Empathie.
Unterschiedliche Unterformen der Schadenfreude jeweils stärker mit einer der Eigenschaften; Narzissmus, Sadismus und Psychopathie korrelieren sowie mit Persönlichkeitsstörungen, die mit einer herabgesetzten Fähigkeit, sich in andere Menschen hineinzuversetzen, einhergehen.
Um zu verstehen, warum sich eine so negativ besetzte Emotion so gut anfühlt, wurde erforscht, wie unser Gehirn auf Schadenfreude reagiert.
Was dort passiert, wenn eine Person mit einer Situation konfrontiert wurde, die Schadenfreude auslöste, konnte durch ein bildgebendes Verfahren, die Magnetresonanztomographie (auch Hirnscan genannt), nachgewiesen werden. Neuronal betrachtet, aktiviert Schadenfreude das sogenannte Belohnungszentrum (Nucleus accumbens), wo das „Glückshormon“ Dopamin ausgeschüttet wird.

### Schadenfreude als Gegenspieler des Mitleids
Es konnte nachgewiesen werden, dass Babys bereits ab einem Alter von 8 Monaten einen Sinn für Gerechtigkeit entwickeln. Die Kinder zeigten im Experiment deutlich mehr Interesse an Figuren, die anderen halfen und Figuren bestraften, die sich unsozial verhielten. Bereits mit neun Monaten bevorzugten sie Figuren, die andere für ihre Andersartigkeit abstraften. Beide Verhaltensweisen gelten als Voraussetzung von durch Gerechtigkeitssinn motivierte Schadenfreude, denn wer die Regeln, gegen die verstoßen wird, nicht kennt, erkennt auch den Regelverstoß nicht und kann sich nicht über die „ausgleichende Gerechtigkeit“ freuen.

#### Schadenfreude entsteht früh
Durch die Untersuchung von Kindern konnte festgestellt werden, dass diese  bereits im Alter von nur 24 Monaten Schadenfreude zeigten. Dabei trat die Schadenfreude insbesondere dann auf, wenn zuvor eine Ungleichbehandlung vorhanden war. Im Versuchsaufbau wurde entweder zwei Kindern vorgelesen, die neben der erwachsenen Person standen, oder eins der Kinder durfte auf dem Schoß sitzen, während das andere stehen musste. Verschüttete die erwachsene Person nur ein Glas Wasser, wobei das bevorzugt platzierte Kind mit nass wurde, so reagierten die Kinder schadenfroh. Wurde Wasser verschüttet, während beide Kinder daneben standen, trat die Reaktion nicht auf. Die Kinder reagierten somit nur im Fall von Ungleichbehandlung schadenfroh.
Die Fähigkeit, Schadenfreude zu empfinden, ist daher erst möglich, wenn ein Kind sich in andere hineinversetzen kann, also die Fähigkeit entwickelt hat, Situationen aus einer anderen Perspektive zu betrachten. Solange ein Kind noch nicht in der Lage ist zu ermessen, was ein Unglück für den anderen bedeutet, kann es sich nicht entscheiden, sich darüber zu freuen oder stattdessen Mitleid mit der Person zu haben.
Frühe Rivalitäten sind typisch für fünf bis sechsjährige Kinder, die in Versuchen persönliche Dinge opfern, um im Vergleich zu einem anderen Kind Überlegenheit demonstrieren zu können. Bis zum Erreichen des Erwachsenenalters verbergen die meisten Menschen es, wenn ihre Einsätze dem Erreichen eines eigenen Vorteils dienen, während sie dagegen ihr soziales, gesellschaftlich anerkanntes Engagement sehr gern betonen.
Vier- bis sechsjährige Kinder zeigten beim Betrachten einer Puppentheatervorstellung Freude, wenn sie einen Bösewicht leiden sahen, der ihnen vorher ein Spielzeug weggenommen hatte.
Wenn sich die Kinder entscheiden durften, ob sie die vorgetäuschten Schläge gegen den Bösewicht weiter mitverfolgen wollen, waren viele bereit, dafür sogar eine Münze zu zahlen, die sie ansonsten gegen Aufkleber hätten tauschen können. Darüber hinaus war an der Mimik der kleinen Probanden deutlich  abzulesen, dass sie Freude daran hatten, die Bestrafung mitzuerleben. Wurde hingegen eine als freundlich wahrgenommene Figur bestraft, bestand kaum Interesse daran, zuzusehen, wie diese Figur in Bedrängnis geriet.

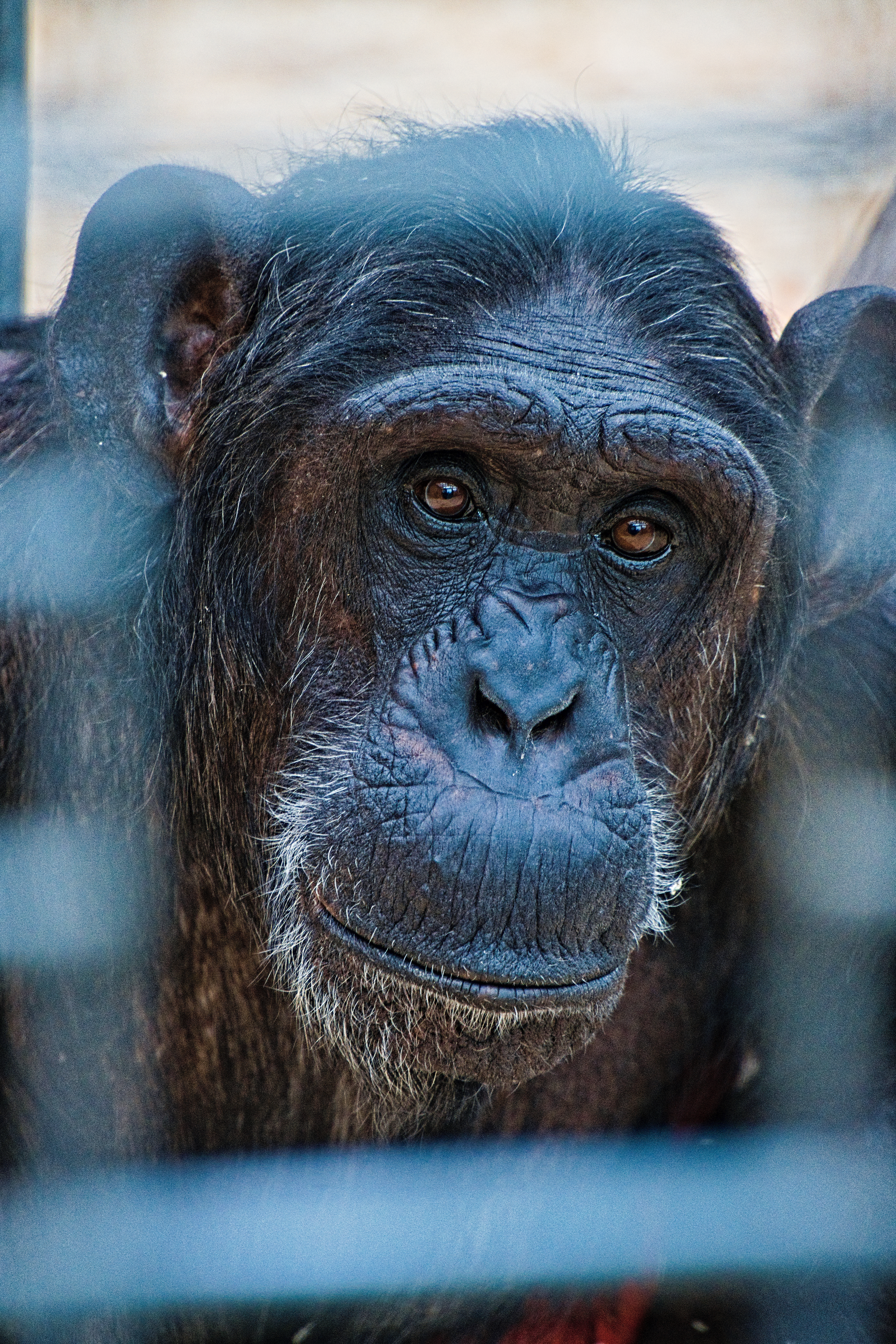
Auch Schimpansen sehen gern bei Bestrafung zu, wenn sie als gerecht empfunden wird

Versuche, bei denen erwachsene Teilnehmer zum Glücksspiel aufgefordert wurden, ergaben, dass das höchste Maß an Schadenfreude immer dann auftrat, wenn ein Überlegener Geld verlor. Bei Unterlegenen überwog dagegen das Mitleid. Weitere Faktoren, die darüber entscheiden, ob wir Mitleid oder  Schadenfreude empfinden, sind persönliches Verhältnis, Sympathie oder Antipathie, sowie die subjektive Wahrnehmung, ob jemand es „verdient“ hat, aus eigener Dummheit oder sonstigen Gründen ein Missgeschick zu erleiden.

#### Auch Schimpansen sind zur Schadenfreude fähig
Die Auffassung, nur Menschen seien zu Schadenfreude fähig, ist weit verbreitet, konnte jedoch 2017 durch Versuche des Max-Planck-Instituts für evolutionäre Anthropologie widerlegt werden.
Ähnlich wie die oben genannten vier- bis sechsjährigen Kinder sind auch Schimpansen sehr motiviert, wenn es darum geht, unsoziales Verhalten zu bestrafen. Hierzu wurden die Schimpansen mit zwei Pflegern konfrontiert; einer von ihnen brachte ihnen Futter, der andere nahm ihnen das Futter wieder weg. Eine dritte Person gab daraufhin vor, die beiden Tierpfleger mit einem Stock zu schlagen. Da auch die Schimpansen in der Lage sind, Schadenfreude zu empfinden, öffneten sie mit hohem Kraftaufwand eine Tür, um die eigentliche Bestrafung nicht zu verpassen.
Wurde dagegen der als freundlich wahrgenommene Tierpfleger geschlagen, verzichteten sie darauf, zusehen zu wollen. Stattdessen protestierten die Schimpansen sogar lautstark, als er mit dem Stock geschlagen wurde.
Das Gefühl, jemand würde eine verdiente Strafe für vorheriges Fehlverhalten erhalten, löst also auch bei Schimpansen den Wunsch aus, bei der Bestrafung zuzusehen, und Schadenfreude ist eine plausible Motivation für ein derartiges Verhalten.

## Schadenfreude in Literatur und Kunst

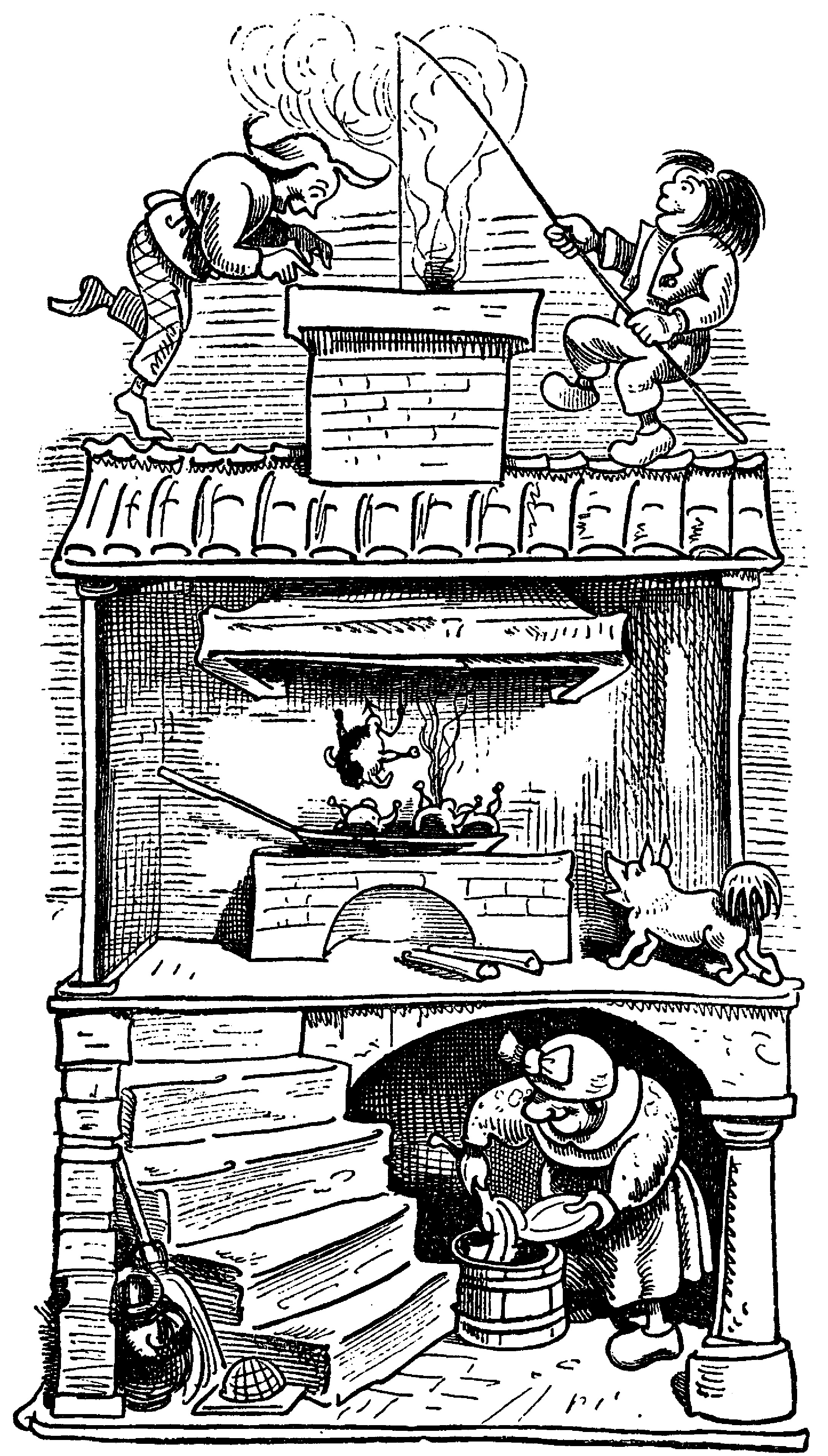
Max und Moritz: Das Hämespiel mit Witwe Bolte

Wilhelm Busch (1832–1908) gilt mit seinen bis ins Groteske und Makabre reichenden berühmten Bildergeschichten als Meister der Darstellung von Häme und Schadenfreude. Er verleiht seinen Figuren in Text und Bild sadistische Züge, die sich an Menschen und Tieren ausleben. Die größte Verbreitung haben die Bildergeschichten um die Streiche der Lausbuben Max und Moritz gefunden, die wegen ihrer menschenverachtenden und tierquälerischen Handlungen als Kinderliteratur in der heutigen Pädagogik stark umstritten sind:
Die Mitbewohner der Umgebung werden nach und nach alle Opfer der sehr grausamen Einfälle von Max und Moritz. Die Hühner der Witwe Bolte strangulieren die beiden in einem Fadenspiel und angeln sie ihr anschließend auch noch aus der Bratpfanne. Den Schneider Böck locken sie mit Schmährufen über einen Holzsteg, den sie zuvor angesägt haben, sodass er in den Bach fällt und fast ertrinkt. Dem Dorfschullehrer Lämpel füllen sie seine Tabakpfeife mit Schwarzpulver und provozieren so eine Explosion, die schwerste Verbrennungen zur Folge hat. Doch auch die streichlustigen Übeltäter entkommen nicht der Schadenfreude der Erwachsenen. Aus Versehen in die Mehlkiste und dann in eine mit Teig gefüllte Form gefallen, verbackt sie der Bäcker im Ofen zu Brezeln. Ihr unseliges Ende erwischt die beiden jedoch erst beim siebten Streich, indem sie der Bauer Mecke zur Mühle bringt, wo sie zusammen mit seinem Getreide zermahlen und schließlich als Entenfutter verzehrt werden.
Nach dem schmählichen Ende der beiden Übeltäter ergehen sich die geschädigten Erwachsenen nicht minder in Schadenfreude und Genugtuung:

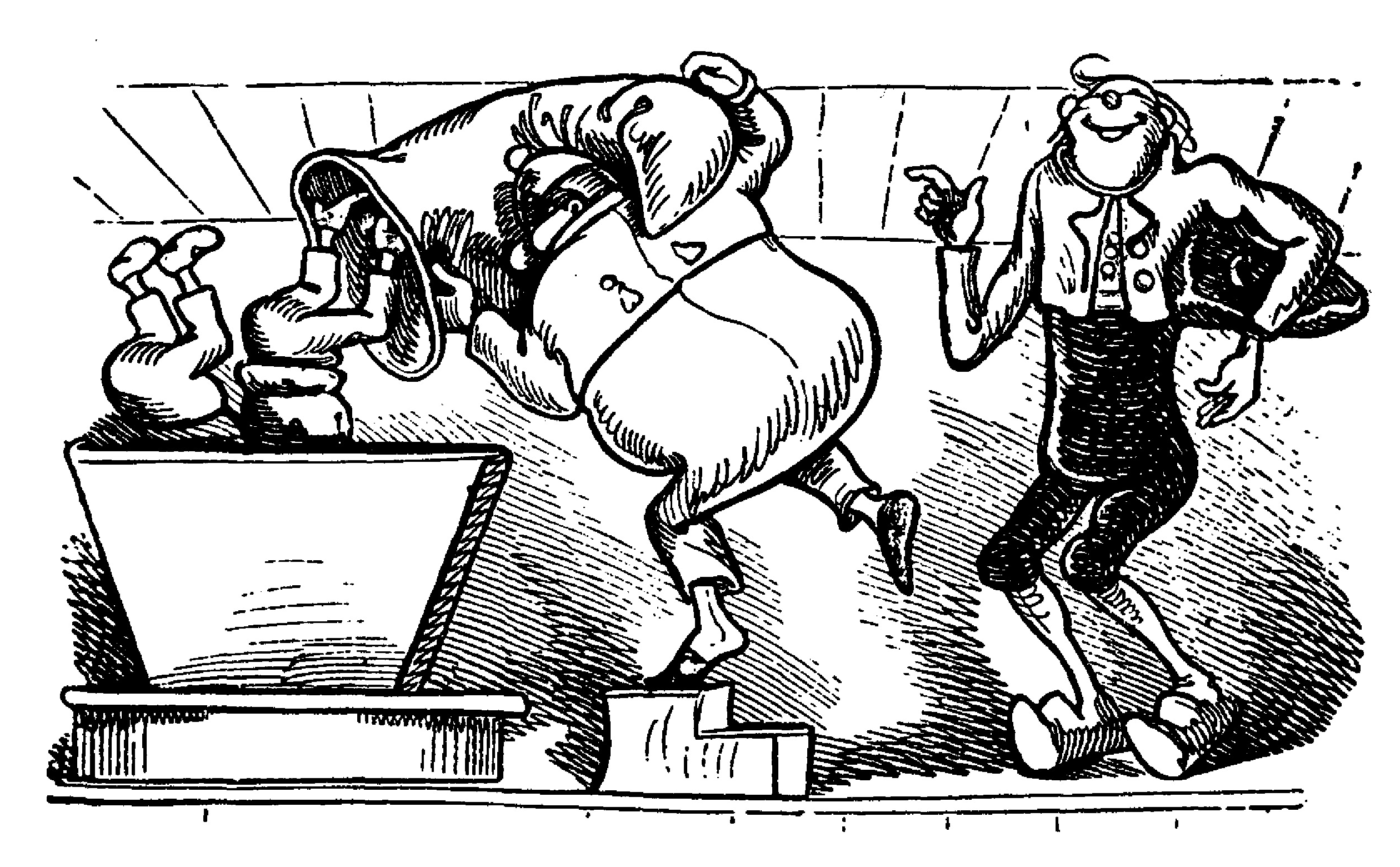
Max und Moritz: Meister Müller und der schadenfrohe Bauer Mecke

Witwe Bolte, mild und weich,
sprach: „Sieh da, ich dacht es gleich!“
„Ja, ja, ja!“ rief Meister Böck,
„Bosheit ist kein Lebenszweck!“
Drauf, so sprach Herr Lehrer Lämpel:
„Dies ist wieder ein Exempel!“
„Freilich!“ meint der Zuckerbäcker,
„Warum ist der Mensch so lecker!“
Selbst der gute Onkel Fritze
sprach: „Das kommt von dumme Witze!“
Doch der brave Bauersmann
dachte: „Wat geiht meck dat an?!“
Kurz im ganzen Ort herum
ging ein freudiges Gebrumm:
„Gott sei Dank! Nun ist’s vorbei
mit der Übeltäterei!!“

## Schadenfreude als Spielgedanke
Häme und Schadenfreude auch in Spielformen auszutragen, gehört zum traditionellen Spielen bei Kindern wie Erwachsenen. Dabei wird in der Spielpädagogik zwischen harmlosen Scherzspielen wie dem Schwarzer-Peter-Spiel oder den belustigenden Irreführungen zum 1. April und die Psyche der Spielenden gravierender belastenden Spielformen unterschieden. Letztere, die mitunter auch in Fernsehshows zur Unterhaltung der Zuschauer dargeboten werden, sind in der Regel mit Demütigungen des verlierenden Mitspielers verbunden und können vor allem bei Kindern und sensiblen Erwachsenen erhebliche Konsequenzen für die Spiellust und das Verhältnis zu den Mitspielern haben. Siegbert A. Warwitz und Anita Rudolf lassen in einer  Pro- und Contra-Diskussion die Argumente von Befürwortern und Gegnern dieser im pädagogischen Bereich umstrittenen Spielgattung zu Wort kommen.